# قهرمان (بهتره با سال تماس بگیری)
قهرمان (به انگلیسی: Hero) چهارمین قسمت از فصل اول مجموعهٔ تلویزیونی بهتره با سال تماس بگیری، محصول شبکه ای‌ام‌سی است که در ۲۳ فوریه ۲۰۱۵ از این شبکه پخش شد.

## داستان
«قهرمان» با نمایش صحنه‌هایی از گذشته آغاز می‌شود. جیمی به همراه شخصی، از یک کافه خارج می‌شود. در کوچه‌ای خلوت ایندو به مردی بر می‌خورند که به زحمت هوشیار است. جیمی ساعت مرد را از دستش برداشته و مدعی می‌شود که ارزش این ساعت بسیار بیشتر از پول‌های داخل کیفش است و با این صحبت، مرد همراه، مقدار بیشتری به جیمی پول اضافه هم می‌دهد تا صاعت را ازآن خود کند. بعد از اینکه مرد همراه جیمی ساعت را می‌گیرد و می‌رود، معلوم می‌شود که تمام این ماجرا صحنه‌سازی‌ای بوده که جیمی و مرد «به‌ظاهر بی‌هوش» انجام داده‌اند.
در زمان حال، جیمی که موفق به یافتن خانواده کتلمن شده، از سوی آن‌ها دعوت به پذیرش رشوه می‌شود تا ماجرای آن‌ها را لو ندهد، اما جیمی به جای پول به آن‌ها پیشنهاد می‌دهد که او را به عنوان وکیل استخدام کنند که خانواده کتلمن مخالفت می‌کنند. روز بعد جیمی از مایک بابت راهنمایی‌ای که کرده بود، تشکر می‌کند. همینطور ناچو نیز آزاد می‌شود. ناچو بعد از آزاری جیمی را متهم می‌سازد که به خانواده کتلمن اطلاع داده بود و به جیمی هشدار می‌دهد این کارش پیامدهایی خواهد داشت. جیمی نیز با رد این موضوع می‌گوید که اگر اطلاعی به خانواده کتلمن داد، فقط بخاطر سلامتی فرزندان‌شان بود و هر مشکل دیگری که ناچو در ان گرفتار است، مشکل شخص خودش است.
زمانی که جیمی به دفتر کارش برمی‌گردد، مشخص می‌شود که رشوه را از خانواده کتلمن قبول کرده‌است. وی با پول حساب خرج‌های خود را کرده و باقی پول را نیز صرف خرید برای خودش و ساخت یک بیلبورد تبلیغاتی می‌کند. بیلبوردی که جیمی طراحی می‌کند، شباهت بسیار بالایی به تبلیغات‌های شرکت حقوقی «هملین و مک‌گیل» دارد (که برادرش در گذشته در آنجا کار می‌کرده و جیمی با مدیرش اختلافاتی دارد). در ادامه این اختلاف، مدیر شرکت «هملین و مک‌گیل» بخاطر سوء استفاده از آرم تجاری شرکتش، پای جیمی را به دادگاه می‌کشاند که در آنجا قاضی به جیمی دستور می‌دهد تا تبلیغات را پایین بیاورند.
بعد از اینکه جیمی موفق به راضی کردن هیچ شبکه خبری به پوشش این خبر نمی‌شود، خودش با دست‌وپا کردن دوربین و وسایل دیگر، قصد ساخت ویدئویی داشت تا مردم را به همدردیبا خودش دعوت کند که در حین ضبط فیلم، کارگری که مشغول پایین آوردن بیلبورد بود ناگهان از ان بالا سقوط می‌کند و به‌واسطه تجهیزات ایمنی‌اش، بین زمین و هوا آویزان می‌ماند. جیمی به بالای بیلبورد رفته و در حالی که مردم در حال مشهاده این صحنه بودند، کارگر را نجات می‌دهد که البته بعداً مشخص می‌شود که این حادثه نیز صحنه‌سازی وی بوده‌است. بخاطر شهرتی که این ماجرا برای جیمی داشت، در دفتر کارش، در تلفن چندین پیغام برای او گذاشته شده بود.
جیمی سپس به دیدار برادرش چاک می‌رود، اما روزنامه‌ای که خبر کار شجاعانه وی را نوشته بود را برای برادرش نمی‌برد تا وی بویی از ماجرا نبرد. چاک متوجه می‌شود که یکی از روزنامه‌های به دستش نرسیده، اما جیمی این موضوع را رد می‌کند. بعد از اینکه جیمی خانه را ترک می‌کند، چاک با حال مریض، به بیرون رفته و یک نسخه از روزنامه همسایه‌های را برداشته و پولش را می‌دهد و در آنجاست که از این کار جیمی مطلع می‌شود.

## تهیه
این قسمت به نویسندگی جنیفر هاتچیسون بوده. وی پیش‌تر تهیه‌کننده و نویسنده برکینگ بد بوده‌است. کالین باکسی نیز که چهار قسمت برکینگ بد را کارگردانی کرده بود، این قسمت را کارگردانی کرده‌است.

## بازخورد
این قسمت پس از پخش ۲.۸ میلیون تماشاچی داشت 
همچنین امتیاز۸.۲ را از ۱۰ کسب نمود.

## پیوندها
- قهرمان در سایت شبکه ای‌ام‌سی
- قهرمان در بانک اطلاعات اینترنتی فیلم‌ها